# Vườn quốc gia Kepulauan Seribu
Vườn quốc gia biển Kepulauan Seribu nằm trên khu vực quần đảo Kepulauan Seribu, cách 45 km (28 mi) về phía bắc của thủ đô Jakarta, Indonesia. Nó được tuyên bố là một khu vực được bảo vệ vào năm 1982 với khu vực có diện tích 107.489 hecta và đến năm 2002, nó chính thức trở thành một vườn quốc gia. Hai trong số các đảo là Panjaliran Barat và Panjaliran Timur không tiếp đón khách du lịch khi nó là nơi bảo tồn loài rùa biển. Vườn quốc gia này đã được công nhận là Vườn di sản ASEAN vào năm 2019. 

## Địa lý
Về mặt hành chính, nó nằm chủ yếu ở khu Kepulauan Seribu Utara, quần đảo Kepulauan Seribu, Jakarta. Nó bao gồm 342 đá san hô ngầm, trong đó có 110 đá san hô ngầm là các hòn đảo có diện tích lớn hơn nửa mẫu Anh. Vườn quốc gia này có thể có tới 700 rạn san hô riêng rẽ.
Quần đảo được chia thành các nhóm đảo như sau:
- Nhóm đảo Nam Kepulauan Seribu có tổng cộng 31 đảo nhỏ. Đây là nhóm đảo gần bờ biển nhất nên vùng biển xung quanh nó hứng chịu ô nhiễm từ Jakarta.
  - Nhóm đảo Pulau Untung Jawa có 15 hòn đảo. Tại đây có công viên khảo cổ học trên đảo Onrust và Untung Jawa, một hòn đảo trung chuyển thời kỳ thuộc địa Hà Lan.
  - Nhóm đảo Pulau Pari bao gồm các đảo xung quanh đảo san hô Pari có tổng cộng 10 hòn đảo.
  - Nhóm đảo Pulau Tidung bao gồm 7 hòn đảo nhưng chính thức nó chỉ được liệt kê với 6 hòn đảo khi không bao gồm Karang Beras Kecil vì nó có chung một đá san hô ngầm với Karang Beras. Đáng chú ý nhất tại nhóm đảo này có lẽ là đảo Tidung Besar. Đây là nơi chôn cất của Raja Pandita, thủ lĩnh của bộ tộc Tidung ở Đông Kalimantan, người đã phản đối chủ nghĩa đế quốc của Hà Lan.
- Nhóm đảo Bắc Kepulauan Seribu nằm xa hơn về phía bắc của Jakarta. Tại đây có nước biển sạch do nằm xa vịnh Jakarta. Phần lớn diện tích của nhóm đảo này nằm trong khu vực bảo vệ của vườn quốc gia.
  - Nhóm đảo Pulau Panggang bao gồm 13 hòn đảo. Đáng chú ý có đảo Pramuka cũng chính là trung tâm hành chính của Kepulauan Seribu. Tại đây có một khu định cư bao gồm trường học, nhà thờ Hồi giáo, bệnh viện, bến cảng, chợ cá và chỗ nghỉ chân cho khách du lịch.
  - Nhóm đảo Pulau Kelapa bao gồm 36 hòn đảo với trung tâm nằm tại đảo Kelapa, cũng là nơi đông dân cư nhất của Kepulauan Seribu.
  - Nhóm đảo Pulau Harapan bao gồm 30 hòn đảo có trung tâm nằm tại Harapan

## Động thực vật
Thảm thực vật tại đây chủ yếu là các loài ven biển bao gồm dừa, dứa dại, phi lao, nhàu, bàng vuông, xa kê, bàng, xoài biển và thực vật rừng ngập mặn.
Thảm thực vật biển thường thấy bao gồm các loài rong, tảo biển như tảo đỏ, tảo lục, tảo nâu, cỏ biển, rong hải cốt, rong mơ.
Về động vật, vườn quốc gia bao gồm 54 loài sinh vật biển tạo thành một phần của hệ sinh thái san hô, 144 loài cá, 2 loài sò tai tượng, một số loài giun biển với nhiều màu sắc khác nhau và 17 loài chim ven biển. Đặc biệt, đây là nơi sinh sản quan trọng của hai loài rùa biển là đồi mồi và đồi mồi dứa. Trứng của chúng sẽ ấp bán tự nhiên và sau đó những cá thể con sẽ được nuôi dưỡng trên đảo Pramuka trước khi thả về với tự nhiên nhằm phục hồi quần thể các loài rùa biển đang đứng bên bờ vực tuyệt chủng. Tại các khu rừng ngập mặn ven biển, một số loài động vật khác được tìm thấy gồm kỳ đà hoa, rắn rào cây, trăn gấm.